# Prix littéraires 2009
Liste des prix littéraires décernés au cours de l'année 2009 :

## Prix internationaux
- Prix Nobel de littérature : Herta Müller (Allemagne)[1]
- Prix européen de littérature : Kiki Dimoula (Grèce)[2]
- Prix de littérature francophone Jean Arp : Pierre Dhainaut (France)
- Prix des cinq continents de la francophonie : Kossi Efoui (Togo) pour Solo d'un revenant
- Prix SACD de la dramaturgie francophone :  Jean-René Lemoine (Haïti) pour Erzuli Dahomey, déesse de l’amour
- Grand prix de littérature du Conseil nordique : Per Petterson (Norvège) pour Maudit soit le fleuve du temps
- Grand prix littéraire d'Afrique noire : In Koli Jean Bofane (République démocratique du Congo) pour Mathématiques congolaises. Mention spéciale : Jean Jolly pour L'Afrique et son environnement européen et asiatique.
- Prix international Man-Booker : Alice Munro (Canada)
- Prix littéraire international de Dublin : Michael Thomas (États-Unis) pour Man Gone Down
- Prix littéraire des Caraïbes : Emmelie Prophète (Haïti) pour Le testament des solitudes et Axel May (d)  (France) pour Guyane française, l'or de la honte
- Prix Carbet de la Caraïbe et du Tout-Monde :  Alain Plenel (France) pour ses idées humanistes et anticolonialistes à travers son œuvre
- Prix Tropiques : Kossi Efoui (Togo) pour Solo d'un revenant
- Prix commémoratif Astrid-Lindgren : Tamer Institute for Community Education (en) (Palestine)[3]

## Allemagne
- prix Heinrich-Böll : Uwe Timm[4]
- Prix Georg-Büchner : Walter Kappacher
- Prix Friedrich Hölderlin (Bad Homburg) : Judith Hermann

## Belgique
- Prix Victor-Rossel : Argentine de Serge Delaive
- Prix Victor-Rossel des jeunes : L'Homme qui valait 35 milliards de Nicolas Ancion
- Prix littéraires de la Communauté française de Belgique :
  - Prix de la première œuvre : Table des matières (théâtre) de Martine Wijckaert
  - Prix triennal du roman : Regarde la vague de François Emmanuel
  - Prix de la traduction littéraire : Inese Petersone
  - Prix du rayonnement des lettres à l'étranger : Gilles Pellerin
  - Prix Renaissance de la Nouvelle : Ton petit manège de Philippe Adam
- Prix Marcel Thiry : Trop tard de Laurent Demoulin

## Canada
- Grand prix du livre de Montréal : Dany Laferrière pour L'Énigme du retour
- Prix Athanase-David : Denise Desautels
- Prix du Gouverneur général :
  - Catégorie « Romans et nouvelles de langue anglaise » : Kate Pullinger pour The Mistress of Nothing
  - Catégorie « Romans et nouvelles de langue française » : Julie Mazzieri pour Le Discours sur la tombe de l'idiot
  - Catégorie « Poésie de langue anglaise » : David Zieroth pour The Fly in Autumn
  - Catégorie « Poésie de langue française » : Hélène Monette pour Thérèse pour joie et orchestre
  - Catégorie « Théâtre de langue anglaise » : Kevin Loring pour Where the Blood Mixes
  - Catégorie « Théâtre de langue française » : Suzanne Lebeau pour Le bruit des os qui craquent
  - Catégorie « Études et essais de langue anglaise » : M. G. Vassanji pour A Place Within: Rediscovering India
  - Catégorie « Études et essais de langue française » : Nicole V. Champeau pour Pointe Maligne : l’infiniment oubliée
- Prix Giller : Linden MacIntyre pour The Bishop's Man
- Prix littéraire France-Québec : Marie-Christine Bernard pour Mademoiselle Personne
- Prix littéraire Québec-France Marie-Claire-Blais : Perla de Frédéric Brun
- Prix Robert-Cliche : Olivia Tapiero pour Les Murs

## Corée du Sud
- Prix de l'Association des poètes coréens : Na Tae-joo pour 눈부신 속살
- Prix Daesan
  - Catégorie « Poésie » : Song Chanho pour Le soir où le chat revient
  - Catégorie « Roman » : Park Bum Shin pour Chaise
  - Catégorie « Critique » : Kwangho Lee
  - Catégorie « Traduction » : Bruce et Ju-Chan Fulton pour There a Petal Silently Falls
- Prix Dong-in : Kim Kyung-uk pour Lecture dangereuse
- Prix de littérature contemporaine (Hyundae Munhak)
  - Catégorie « Poésie » : Mah Chong-gi pour 파타고니아의 양 
  - Catégorie « Roman » : Ha Seong-nan pour Temps alpha
- Prix Gongcho : Shin Dal-ja pour 헛 눈물
- Prix Hwang Sun-won : Park Min-gyu pour 근처
- Prix Jeong Ji-yong : Do Jong-hwan pour 바이올린 켜는 여자
- Prix Kim Soo-young : Kim Kyung-ju pour Consoler les yeux du décalage horaire
- Prix Manhae : Robert Hass et Kim Jong-jil, catégorie « Littérature »
- Prix Midang : Kim Eon pour 기하학적인 삶
- Prix Poésie contemporaine : Wi Seon-hwan pour Neige
- Prix de poésie Sowol : Park Hyung-joon pour 가슴의 환한 고동 외에는
- Prix Yi Sang : Kim Yeonsu pour Cinq plaisirs pour ceux qui se promènent

## Espagne
- Prix Cervantes : José Emilio Pacheco (Mexique)
- Prix Prince des Asturies : Ismail Kadare
- Prix Nadal : Maruja Torres, pour Esperadme en el cielo
- Prix Planeta : Ángeles Caso, pour Contra el viento
- Prix national des Lettres espagnoles : Rafael Sánchez Ferlosio
- Prix national de Narration : Kirmen Uribe, pour Bilbao-New York-Bilbao — écrit en basque
- Prix national de Poésie : Juan Carlos Mestre (es), pour La casa roja
- Prix national d'Essai : Reyes Mate (es), pour La herencia del olvido
- Prix national de Littérature dramatique : Paco Bezerra (es), pour Dentro de la tierra
- Prix national de Littérature infantile et juvénile : Alfredo Gómez Cerdá (es), pour Barro de Medellín
- Prix Adonáis de Poésie : Rubén Martín Díaz (es), pour El minuto interior
- Prix Anagrama : Jesús Ferrero (es), pour Las experiencias del deseo. Eros y misos
- Prix Loewe : José Luis Rey (es), pour Barroco
- Prix de la nouvelle courte Casino Mieres : José Antonio Ramírez Lozano, pour El Sueño de la Impostura
- Prix d'honneur des lettres catalanes : Joan Solà i Cortassa (philologue)
- Prix national de littérature de la Generalitat de Catalogne : Jaume Pòrtulas
- Journée des lettres galiciennes : Ramón Piñeiro
- Prix de la critique Serra d'Or : 
  - Joan Ramon Resina (ca), pour La vocació de modernitat de Barcelona. Auge i declivi d'una imatge urbana, étude littéraire.
  - Joan Triadú i Font (ca), pour Memòries d'un segle d'or, biographie/mémoire.
  - Guillem Frontera (ca), pour La mort i la pluja, recueil de nouvelles.
  - Joan-Lluís Lluís, pour Aiguafang, roman.
  - Hilari de Cara (ca), pour Postals de cendres, recueil de poésie.

## États-Unis
- National Book Award : 
  - Catégorie « Fiction » : Colum McCann pour Let the Great World Spin (Et que le vaste monde poursuive sa course folle)
  - Catégorie « Essais» : T. J. Stiles pour The First Tycoon: The Epic Life of Cornelius Vanderbilt
  - Catégorie « Poésie » : Keith Waldrop pour Transcendental Studies: A Trilogy
- Prix Agatha : 
  - Catégorie « Meilleur roman » : Louise Penny, pour The Cruelest Month
  - Catégorie « Meilleure nouvelle » :
- Prix Hugo :
  - Prix Hugo du meilleur roman : L'Étrange Vie de Nobody Owens (The Graveyard Book) par Neil Gaiman
  - Prix Hugo du meilleur roman court : Le Nexus du docteur Erdmann (The Erdmann Nexus) par Nancy Kress
  - Prix Hugo de la meilleure nouvelle longue : L'Éclosion des Shoggoths  (Shoggoths in Bloom) par Elizabeth Bear
  - Prix Hugo de la meilleure nouvelle courte : Expiration (Exhalation) par Ted Chiang
- Prix Locus :
  - Prix Locus du meilleur roman de science-fiction : Anatèm (Anathem) par Neal Stephenson
  - Prix Locus du meilleur roman de fantasy : Lavinia (Lavinia) par Ursula K. Le Guin
  - Prix Locus du meilleur roman pour jeunes adultes : L'Étrange Vie de Nobody Owens (The Graveyard Book) par Neil Gaiman
  - Prix Locus du meilleur premier roman : Singularity's Ring par Paul Melko
  - Prix Locus du meilleur roman court : Pretty Monsters par Kelly Link
  - Prix Locus de la meilleure nouvelle longue : La Pompe six (Pump Six) par Paolo Bacigalupi
  - Prix Locus de la meilleure nouvelle courte : Expiration (Exhalation) par Ted Chiang
  - Prix Locus du meilleur recueil de nouvelles : La Fille flûte et autres fragments de futurs brisés (Pump Six and Other Stories) par Paolo Bacigalupi
- Prix Nebula :
  - Prix Nebula du meilleur roman : La Fille automate (The Windup Girl) par Paolo Bacigalupi
  - Prix Nebula du meilleur roman court : The Women of Nell Gwynne’s par Kage Baker
  - Prix Nebula de la meilleure nouvelle longue : Masques (Sinner, Baker, Fabulist, Priest; Red Mask, Black Mask, Gentleman, Beast) par Eugie Foster
  - Prix Nebula de la meilleure nouvelle courte : Mêlée (Spar) par Kij Johnson
- Prix Pulitzer :
  - Catégorie « Fiction » : Elizabeth Strout pour Olive Kitteridge
  - Catégorie « Biographie et Autobiographie » : Jon Meacham pour American Lion: Andrew Jackson in the White House
  - Catégorie « Essai » : Douglas A. Blackmon pour Slavery by Another Name: The Re-Enslavement of Black Americans from the Civil War to World War II
  - Catégorie « Histoire » : Annette Gordon-Reed pour The Hemingses of Monticello: An American Family
  - Catégorie « Poésie » : William S. Merwin pour The Shadow of Sirius (L'ombre de Sirius)
  - Catégorie « Théâtre » : Lynn Nottage pour Ruined

## Finlande
- Prix Aleksis-Kivi : Antti Tuuri
- Prix Kalevi-Jäntti : Turkka Hautala pour Salo
- Prix Eino-Leino : Hannele Huovi
- Prix de la littérature de l'État finlandais : Daniel Katz pour Berberileijonan rakkaus ja muita tarinoita
- Prix littéraire de la ville de Tampere : Sirkku Peltola pour Pieni raha
- Prix Tollander : Leif Salmén
- Prix Rudolf-Koivu : Marika Maijala
- Prix Topelius : Annika Luther pour Brev till världens ände
- Prix Mikael-Agricola : Outi Hassi
- Médaille Anni-Swan : Marja-Leena Tiainen
- Prix d'écriture Juhana-Heikki-Erkko : Miki Liukkonen
- Médaille Kiitos kirjasta : Arne Nevanlinna pour Marie
- Prix Arvid-Lydecken : non décerné
- Prix Kaarle : Anneli Kanto	 pour Veriruusut
- Prix Pehr-Evind-Svinhufvud : Jouko Leikola pour Eino Suolahti – Isänmaan lääkäri
- Prix du grand club du livre finlandais : Anna-Leena Härkönen
- Prix Pirkanmaan-Plättä : Sinikka Nopola et Tiina Nopola pour Risto Räppääjä. Erittäin salainen - Top secret
- Prix Pääskynen : non décerné
- Prix Atorox : Mari Saario pour Kenkänaula
- Prix Finlandia : Antti Hyry pour Uuni
- Prix Pikku-Finlandia : [[Antti Hyry	Uuni]]
- Prix Tieto-Finlandia : Henrika Tandefelt pour Borgå 1809. Ceremoni och fest
- Prix Lea : Kati Kaartinen pour Aina
- Prix Tähtivaeltaja : Cormac McCarthy pour Tie
- Prix de l'ours dansant : Sanna Karlström pour Harry Harlow'n rakkauselämät
- Prix littéraire Helsingin-Sanomat : Leena Parkkinen pour Sinun jälkeesi, Max
- Prix du livre chrétien de l'année : Tuomas Heikkilä
- Prix Laivakello : Eppu Nuotio
- Prix Finlandia Junior : Mari Kujanpää pour Minä ja Muro
- Prix Runeberg : Sofi Oksanen pour Puhdistus
- Prix Vuoden johtolanka : Jarkko Sipilä pour Seinää vasten
- Prix Kaarina-Helakisa : Kirsti Manninen
- Prix Nuori Aleksis : Johanna Sinisalo pour Linnunaivot

## France
- Prix Goncourt : Trois Femmes puissantes de Marie NDiaye
  - Prix Goncourt des lycéens : Le Club des incorrigibles optimistes de Jean-Michel Guenassia
  - Prix Goncourt du premier roman : Une éducation libertine de Jean-Baptiste Del Amo
- Prix Médicis : L'Énigme du retour de Dany Laferrière
  - Prix Médicis étranger : Le Grand Quoi de Dave Eggers (États-Unis)
  - Prix Médicis essai : Mémoire d'un fou d'Emma d'Alain Ferry
- Prix Femina : Personne de Gwenaëlle Aubry
  - Prix Femina étranger : Maurice à la poule de Matthias Zschokke
- Prix Renaudot : Un roman français de Frédéric Beigbeder
- Prix Interallié : Jan Karski de Yannick Haenel
- Grand prix de littérature de l'Académie française : Vincent Delecroix
- Grand prix du roman de l'Académie française : Les Onze de Pierre Michon
- Grand prix de la francophonie : Thomas Gaehtgens
- Prix de la BnF : Philippe Sollers pour l'ensemble de son œuvre
- Prix des Deux-Magots : L'Heure de la fermeture dans les jardins d'Occident de Bruno de Cessole
- Prix de Flore : L'Hyper Justine de Simon Liberati
- Prix France Culture-Télérama : Les Éclaireurs d'Antoine Bello
- Prix du Livre Inter : Zone de Mathias Enard
- Prix du Quai des Orfèvres : Au pays des ombres de Gilbert Gallerne
- Prix Hugues-Capet : Pour mon fils, pour mon roi : la reine Anne, mère de Louis XIV, de Philippe Alexandre et Béatrice de l'Aulnoit.
- Grand Prix Jean Giono : Dominique Fernandez pour l'ensemble de son œuvre
- Prix Jean-Monnet de littérature européenne du département de la Charente : Claudio Magris (Italie) pour Vous comprendrez donc
- Grand Prix de Poésie de la SGDL : Jean Orizet, Le Regard et l'Énigme, œuvre poétique 1958-2008 (Le Cherche-Midi)
- Grand prix des lectrices de Elle : Les Déferlantes de Claudie Gallay
- Grand prix de l'Imaginaire « Roman » : Le Déchronologue de Stéphane Beauverger
- Grand prix de l'Imaginaire « Roman étranger » : Roi du matin, reine du jour de Ian McDonald
- Grand prix de l'Imaginaire « Nouvelle » : Le Diapason des mots et des misères de Jérôme Noirez
- Grand prix de l'Imaginaire « Nouvelle étrangère » : Des choses fragiles de Neil Gaiman
- Prix des libraires : Pour vous de Dominique Mainard
- Prix Orange du livre : L'Origine de la violence de Fabrice Humbert
- Prix du roman Fnac : Jan Karski de Yannick Haenel
- Prix du Roman populiste : Samuel Benchetrit pour Le Cœur en dehors
- Prix Rosny aîné « Roman » : Lilliputia de Xavier Mauméjean
- Prix Rosny aîné « Nouvelle » : La Vieille Anglaise et le Continent de Jeanne-A Debats
- Prix Russophonie : Hélène Châtelain pour sa traduction d’Éloge des voyages insensés de Vassili Golovanov (Éditions Verdier)
- Prix Le Vaudeville : Les Insoumis de Éric Neuhoff
- Prix Décembre : La Vérité sur Marie de Jean-Philippe Toussaint
- Prix Wepler : Yanvalou pour Charlie de Lyonel Trouillot
- Prix du premier roman : Nouveaux Indiens de Jocelyn Bonnerave
- Prix mondial Cino Del Duca : Milan Kundera, (France / République tchèque), pour l’ensemble de son œuvre
- Prix RFO du livre : Yanick Lahens (Haïti) pour La Couleur de l'aube

## Italie
- Prix Strega : Tiziano Scarpa, Stabat Mater (Einaudi)
- Prix Bagutta : Melania Mazzucco La lunga attesa dell'angelo (Rizzoli)
- Prix Bancarella : Donato Carrisi, Le Chuchoteur
- Prix Campiello : Margaret Mazzantini, Venuto al mondo (Venir au monde)
- Prix Napoli : Alessandro Leogrande, Uomini e caporali (Mondadori)
- Prix Raymond-Chandler : Leonardo Padura
- Prix Scerbanenco : Marco Vichi pour Mort à Florence (Morte a Firenze) (Guanda)
- Prix Stresa : Giuseppe Conte, L’adultera, (Longanesi)
- Prix Viareggio :
  - Roman : Edith Bruck, Quanta stella c'è nel cielo (Garzanti)
  - Essai : Adriano Prosperi, Giustizia bendata (Einaudi)
  - Poésie : Ennio Cavalli, Libro Grosso (Aragno)

## Monaco
- Prix Prince-Pierre-de-Monaco : Pierre Mertens

## Norvège
- Prix Brage :
  - Catégorie « Fiction pour adultes » : Karl Ove Knausgård pour Min kamp. Første bok
  - Catégorie « Livre pour les enfants et la jeunesse » : Maria Parr pour Tonje Glimmerdal
  - Catégorie « Livre de non-fiction » : Kjetil S. Østli pour Politi og røver
  - Catégorie « Ouverte » : Bjørn Alex Herrman pour Moby Dick de Herman Melville (Traduction de fiction)
  - Catégorie « Prix d'honneur » : Tor Åge Bringsværd

## Royaume-Uni
- Prix Booker : Hilary Mantel pour Wolf Hall (Dans l'ombre des Tudors)
- Prix James Tait Black :
  - Fiction : A. S. Byatt pour The Children's Book (Le Livre des enfants)
  - Biographie : John Carey pour William Golding: The Man Who Wrote Lord of the Flies
- Orange Prize for Fiction : Marilynne Robinson pour Home (Chez nous)
- Prix John-Llewellyn-Rhys : Après le feu, un murmure doux et léger (After the Fire, A Still Small Voice) d'Evie Wyld
- Médaille Carnegie : Siobhan Dowd pour La Parole de Fergus
- Prix Rose-Mary-Crawshay : 
  - Frances Wilson (en) pour The Ballad of Dorothy Wordsworth
  - Molly Mahood (en) pour The Poet as Botanist
- Prix Somerset-Maugham : Helen Walsh pour Once Upon a Time in England

## Russie
- Prix Bolchaïa Kniga : Leonid Yuzefovich pour Les Grues et les nains (Журавли и карлики)
- Prix Booker russe : Elena Tchijova pour Le Temps des femmes (Время женщин)[5]
- Prix Andreï-Biély : Nikolaï Kononov

## Suisse
- Prix Lipp Suisse : Charles Lewinsky, pour Melnitz[6]
- Prix Ahmadou-Kourouma : Kossi Efoui[7], pour Solo d'un revenant (éditions du Seuil).